# Monotrichum commelinae
Monotrichum commelinae är en svampart som beskrevs av Gäum. 1922. Monotrichum commelinae ingår i släktet Monotrichum, divisionen sporsäcksvampar och riket svampar.   Inga underarter finns listade i Catalogue of Life.